# 向町 (名古屋市)
向町（むかいちょう）は、愛知県名古屋市中川区の地名。

## 歴史

### 沿革
- 1930年（昭和5年）3月10日 - 中区露橋町の一部により、同区向町が成立[3]。
- 1937年（昭和12年）10月1日 - 中村区編入により、同区向町となる[3]。
- 1944年（昭和19年）2月11日 - 中川区編入により、同区向町となる[3]。
- 1981年（昭和56年）9月6日 - 中川区露橋一丁目・露橋二丁目にそれぞれ編入され消滅[3]。